# Phare Akra Tainaron

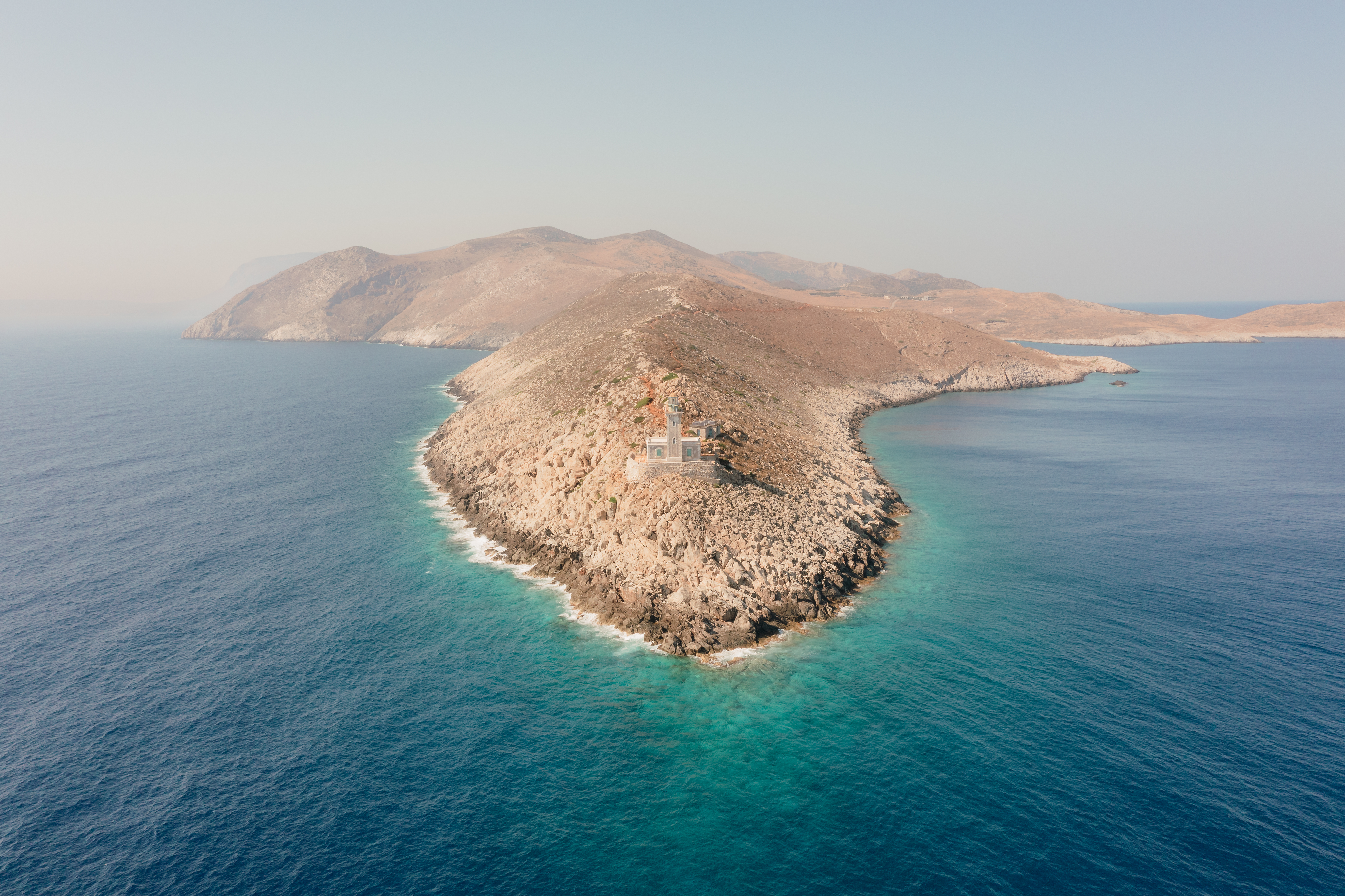
Tainaron Lighthouse in Peloponesse, Greece

Le phare Akra Tainaron, également appelé phare Tenaro est situé au cap Ténare, ou cap Matapan, dans le Péloponnèse en Grèce. Il est achevé en 1892.

## Caractéristiques
Le phare est une tour carrée blanche, accolée à la maison du gardien, dont le dôme de la lanterne est de couleur gris métallique. Il s'élève à 41 mètres au-dessus de la mer Égée.

## Codes internationaux
- ARLHS[2] : GRE-125
- NGA : 14992
- Admiralty[3] : E 4048

## Source
(en) [PDF] List of lights radio aids and fog signals - 2011 - The west coasts of Europe and Africa, the mediterranean sea, black sea an Azovskoye more (sea of Azov) (la liste des phares de l'Europe, selon la National Geospatial - Intelligence Agency)- Version 2011 - National Geospatial - Intelligence Agency - p. 260